# جيمس توماس ستيفنز
جيمس توماس ستيفنز (بالإنجليزية: James Thomas Stevens)‏ هو شاعر أمريكي، ولد في 1966.